# Didar Chamza
Didar Maratuły Chamza (kaz. Дидар Маратұлы Хамза; ur. 15 lutego 1997) – kazachski judoka. Dwukrotny olimpijczyk. Zajął siedemnaste miejsce w Rio De Janeiro 2016 i Tokio 2020. Walczył wadze lekkiej i półśredniej.
Uczestnik mistrzostw świata w 2018, 2019 i 2021. Startował w Pucharze Świata w 2016 i 2017. Złoty medalista indywidualnie i drugi w drużynie na igrzyskach azjatyckich w 2018. Wicemistrz Azji w 2016 i trzeci w 2022 roku.

## Letnie Igrzyska Olimpijskie 2016
| Konkurencja | Eliminacje        | Eliminacje            | Klas. końcowa |
| Konkurencja | Przeciwnik I      | Przeciwnik II         | Miejsce       |
| ----------- | ----------------- | --------------------- | ------------- |
| 73 kg       | Faye Njie (GAM) Z | Rüstəm Orucov (AZE) P | 17.           |

## Letnie Igrzyska Olimpijskie 2020
| Konkurencja | Eliminacje            | Klas. końcowa |
| Konkurencja | Przeciwnik I          | Miejsce       |
| ----------- | --------------------- | ------------- |
| 81 kg       | Sa’id Mollaji (MGL) P | 17.           |